# Никола Удино
Никола Удино (фр. Nicolas Oudinot; Бар ле Дик, 25. април 1767 — Париз, 13. септембар 1847) је био Наполеонов маршал.

## Детињстви и младост
Рођен је у Лорени у породици фармера и пивара, као једно од деветоро деце. Једини он није умро пре пунољетности. Одлучио се за војни позив, па је служио у пуковнији у Медоку од 1784. до 1787. Када је схватио да не може да се нада унапређењу због неплемићкога порекла напустио је војску са чином наредника.

## Француски револуционарни ратови
Његова каријера се битно променила када је дошло до француских револуционарних ратова. Када је избио рат 1792. изабран је за потпуковника 3. батаљона добровољаца у Мезу. Због добре одбране једне мале тврђаве на Вогезима 1792. привукао је пажњу на себе, па је прикључен регуларној војсци у новембру 1793. Након бројних акција на белгијској граници унапређен је у бригаднога генерала у јуну 1794. због тога што се исказао у бици код Кајзерлаутерна. Наставио је да ратује на немачкој граници под командом Хоша, Пишегруа и Жана Мороа. Био је неколико пута рањен, а 1795. је био и заробљен. Био је десна рука Андреа Масене за све време швајцарске кампање 1799, најпре као генерал дивизије, затим као начелник штаба. Одликован је због заслуга у бици код Цириха. Учествовао је у опсади Ђенове под Масеном, а толико се истакао у бици код Монцамбана, да му је Наполеон дао почасну сабљу. Поставили су га за генерал инспектора пешадије, а кад је успостављено царство добио је Велики крст и легију части. Ипак при првој деоби маршалских палица 1804. није постао маршал.

## Наполеонски ратови
За време рата 1805. командовао је чувеном дивизијом Удиноових гренадира, које је он одабрао и истренирао. Са гренадирима је заузео Бечке мостове. Био је рањен у Холабрину у Аустрији, а у бици код Аустерлица је задао одлучни удар. Суделовао је 1807. у Мираовој победи у бици код Остроленке у Пољској. Успешно се борио у бици код Фридланда.
Постао је 1808. гувернер Ерфурта, а у маршала је унапређен након бриљантне победе у бици код Ваграма. Наполеон га је поставио за титуларнога војводу у Ређији. Од 1810. до 1812. управљао је владом краљевине Холандије. Заповедао је 2. корпусом француске Велике армије у Наполеоновој инвазији Русије. Суделовао је и у биткама код Лицена и Бауцена. Када је са независним корпусом требало да заузме Берлин поражен је у бици код Гросберена. Заменио га је маршал Мишел Неј, али и Неј је био поражен у бици код Денвица. Никола Удино је имао значајну команду у бици код Лајпцига. Када је 1814. Наполеон абдицирао приклонио се новој власти. Када се Наполеон 1815. вратио са Елбе Удино му није пришао.

## Каснији живот
Последња активна дужност му је била за време француске инвазије на Шпанију 1823. Он је тада командовао корпусом и једно време је био гувернер Мадрида. Никола Удино није био велики командант, али он је био велики генерал дивизије. Био је енергичан генерал, упознат са детаљима, а одлучан и вешт као и други Наполеонови маршали.